# Maureen Stapleton
Maureen Stapleton (21. lipnja 1925. – 13. ožujka 2006.), američka kazališna, filmska i televizijska glumica, dobitnica Oscara za najbolju sporednu glumicu (1981. godine), kao i brojnih drugih nagrada. Premda nije bila hollywoodska zvijezda u pravom smislu te riječi, Stapleton se općenito smatra za jednu od najboljih i najsvestranijih američkih glumica svih vremena.

## Životopis
Lois Maureen Stapleton je rođena u gradu Troy, New York, u katoličkoj obitelji irskog podrijetla. Roditelji su se razveli tijekom Maureeninog djetinjstva, zbog očevog alkoholizma. Nakon završene srednje škole, počela je glumiti u kazalištu i ubrzo postala cijenjena po svojim dramskim i komičnim ulogama.
S osamnaest je godina preselila u New York i jedno se vrijeme bavila manekenstvom. Na Broadwayu je debitirala 1946. u predstavi The Playboy of the Western World. Već 1951. dobila je "Tonyja" za najbolju sporednu ulogu u drami Tennesseeja Williamsa, "Tetovirana ruža" (The Rose Tattoo). Anna Magnani je za istu ulogu u filmskoj adaptaciji drame nagrađena Oscarom.
Stapleton je također glumila u drugim Williamsovim dramama. Godine 1971. dobila je drugog "Tonyja" za ulogu u predstavi "The Gingerbread Lady", dramatičara Neila Simona, koji je ovo djelo napisao posebno za nju.
Maureen Stapleton je tijekom svoje, ne pretjerano velike filmske karijere, čak četiri puta nominirana za Oscara za najbolju sporednu glumicu. Već je debitantska uloga na velikom platnu, u filmu Lonelyhearts iz 1958. godine, donijela Stapleton prvu nominaciju (te je godine Oscara osvojila Wendy Hiller). Nominirana je i za uloge u filmovima Aerodrom (1970.) i Interijeri (1978.) Konačno je 1981. osvojila nagradu, za ulogu anarhistice Emme Goldman u filmu Warrena Beattyja, Crveni.
Stapleton je također nagrađena nagradama Emmy (1968.) i Zlatni globus (1970.)
Patila je od anksioznosti i alkoholizma te je tako jednom prigodom izjavila "Zavjesa se spustila, a ja sam se posvetila vodki."
Umrla je 2006. godine od kronične opstruktivne plućne bolesti, posljedice dugogodišnjeg pušenja. Sveučilišno kazalište u rodnom Troyu nosi njezino ime.

## Vanjske poveznice
- Maureen Stapleton u internetskoj bazi filmova IMDb-u (engl.)